# اوتا سوکه‌یوشی
اوتا سوکه‌یوشی (به ژاپنی: 太田 資愛 Ōta Sukeyoshi)؛ ۱۷۳۹ – ۱۷ مارس ۱۸۰۵) سامورایی و روجو در دوره ادو اهل ژاپن بود.